# Teruel (prowincja)
Teruel – prowincja w Hiszpanii, w Aragonii, mająca stolicę w mieście o tej samej nazwie. Graniczy z prowincjami: Tarragona, Castellón i Walencja, Cuenca, Guadalajara i Saragossa. 
Jest jedną z najrzadziej zaludnionych prowincji Hiszpanii, podobnie jak Cuenca i Soria.

## Comarki
W skład prowincji Teruel wchodzą następujące comarki:
- Bajo Martín
- Jiloca
- Cuencas Mineras
- Andorra-Sierra de Arcos
- Bajo Aragón
- Comunidad de Teruel
- Maestrazgo
- Sierra de Albarracín
- Gúdar-Javalambre
- Matarraña